# Fortalesa veneciana de Càndia

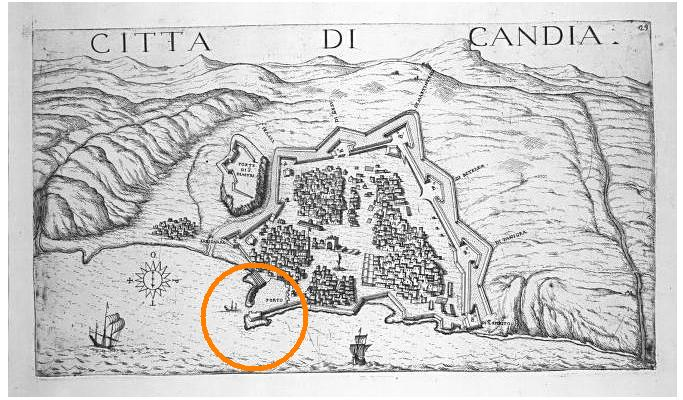
Situació de la fortalesa en un plànol de Càndia del 1651.

La fortalesa veneciana d'Heràkleion o Koules és una fortalesa construïda pels venecians a Càndia (Creta), destinada a la protecció de l'escullera del port, que fou coneguda inicialment com a Rocca al mare. La muralla de la ciutat arriba fins a la fortalesa; aquesta fou construïda amb roques i té dues plantes: la de sota té una coberta amb grans claraboies. Unes parets molt grosses formen 26 dependències, entre les quals hi ha les habitacions del castellà, el capità, els oficials i els magatzems. La part superior i el minaret són de construcció otomana. Cap a finals del segle XX fou restaurada.
A la fortalesa, es va celebrar una exhibició de les pintures de Domènikos Theotokópoulos "El Greco" i simultàniament un congrés internacional. També es fa servir per a altres esdeveniments culturals. A la segona planta, hi ha actualment un teatre.